# Arslan Giray
Arslan Giray (1692-Kaushan, 30 de maig del 1768) fou kan de Crimea (1748-1755). Era fill de Devlet II Giray i va succeir a Selim II Giray. És el pare del kan Devlet IV Giray (...- 1781).
Va designar a Selim Giray com a khalgay i Krim Giray com a nureddin. El seu diploma li conferia el títol d'Ilkhan i Khan, que donava dret a un salari i subsidi més important. Va rebre també els sis símbols del seu rang: el vestit negre (la marca del kapudan pasha), el kaftan negre, el doble diamant, l'espasa, l'arc i l'aljaba. Va restaurar les fortificacions d'Arabat i va construir les muralles i dics d'Uchuba, Junkar i Juvash (Zabash en rus).
Va fundar una escola a Bakhtxisarai i fonts a Koslev i Ak Mesjid; al palau del kan a la capital li va afegir tot un ala. El 12 d'agost de 1755 fou deposat per causes poc clares, es diu que per ser excessivament franc en les comunicacions amb la Porta o per l'energia en reprimir als bandits. El va succeir Halim Giray.
Arslan fou exiliat a Quios. El 1758 va ser cridat per ser nomenat altre cop però no va arribar a prendre possessió i fou retornat al seu exili. El març de 1767 finalment fou cridat altre cop i aquesta vegada nomenat però va morir el 30 de maig de1 1767 a Kaushan dos dies després, i abans de ser instal·lat a Bakhtxisarai. El va succeir Maqsud Giray.